# Sanaa Altama
Sanaa Altama est un footballeur international tchadien, né le 23 juillet 1990 à Lille. Il évolue au poste de milieu défensif au Racing White Daring de Molenbeek.

## Biographie
Sanaa Altama prend sa première licence dans la catégorie débutant lors de la saison 1996-1997 au Racing Club des Bois Blancs (club de football situé dans le quartier des Bois Blancs à Lille). Il rejoint ensuite l'Iris Club de Lambersart, avant de connaître la CFA avec l'équipe réserve du LOSC.
Il signe en professionnel en 2010 à Dijon, où il participe à la montée en Ligue 1 dès sa première saison. Il dispute 17 matchs parmi l'élite, puis seulement un match de Ligue 2 l'année suivante.
Il s'exile alors d'abord en Belgique à Mouscron, puis en Roumanie. C'est lors de son passage en Roumanie qu'il reçoit sa première sélection en équipe du Tchad, contre l'Égypte, dans le cadre des éliminatoires de la Coupe d'Afrique des nations 2017 (défaite 1-5).
Il retrouve ensuite la France avec Sedan, alors en National, en janvier 2016. Pour sa première apparition avec le club ardennais, il inscrit le seul but du match face à Belfort, d'une frappe de 20 mètres du pied gauche. Lors du mercato d'été 2016, il s'engage en faveur de Châteauroux, toujours en National.

## Statistiques
| Saison                | Club                    | Championnat           | Championnat | Championnat | Coupe nationale | Coupe nationale | Coupe de la Ligue | Coupe de la Ligue | Total | Total |
| Saison                | Club                    | Division              | M.          | B.          | M.              | B.              | M.                | B.                | M.    | B.    |
| 2010-2011             | Dijon FCO               | Ligue 2               | 6           | 0           | 2               | 0               | -                 | -                 | 8     | 0     |
| 2011-2012             | Dijon FCO               | Ligue 1               | 17          | 0           | -               | -               | 2                 | 0                 | 19    | 0     |
| 2012-2013             | Dijon FCO               | Ligue 2               | 1           | 0           | -               | -               | -                 | -                 | 1     | 0     |
| 2013-2014             | Royal Mouscron-Péruwelz | Belgacom League       | 15          | 1           | 2               | 0               | -                 | -                 | 17    | 1     |
| 2014-2015             | Oțelul Galați           | Liga 1                | 5           | 0           | -               | -               | -                 | -                 | 5     | 0     |
| 2015-2016             | Petrolul Ploiești       | Liga 1                | 3           | 0           | -               | -               | -                 | -                 | 3     | 0     |
| 2015-2016             | CS Sedan Ardennes       | National              | 7           | 1           | -               | -               | -                 | -                 | 7     | 1     |
| 2016-2017             | LB Châteauroux          | National              | 6           | 0           | 2               | 0               | 1                 | 0                 | 9     | 0     |
| Total sur la carrière | Total sur la carrière   | Total sur la carrière | 60          | 2           | 6               | 0               | 3                 | 0                 | 69    | 2     |

## Palmarès
- LB Châteauroux
  - Championnat de France de football National (1)
    - Champion : 2017